# Hemeroplanes triptolemus
Hemeroplanes triptolemus är en fjärilsart som beskrevs av Jean Baptiste Boisduval 1875. Hemeroplanes triptolemus ingår i släktet Hemeroplanes och familjen svärmare. Inga underarter finns listade i Catalogue of Life.

## Beskrivning

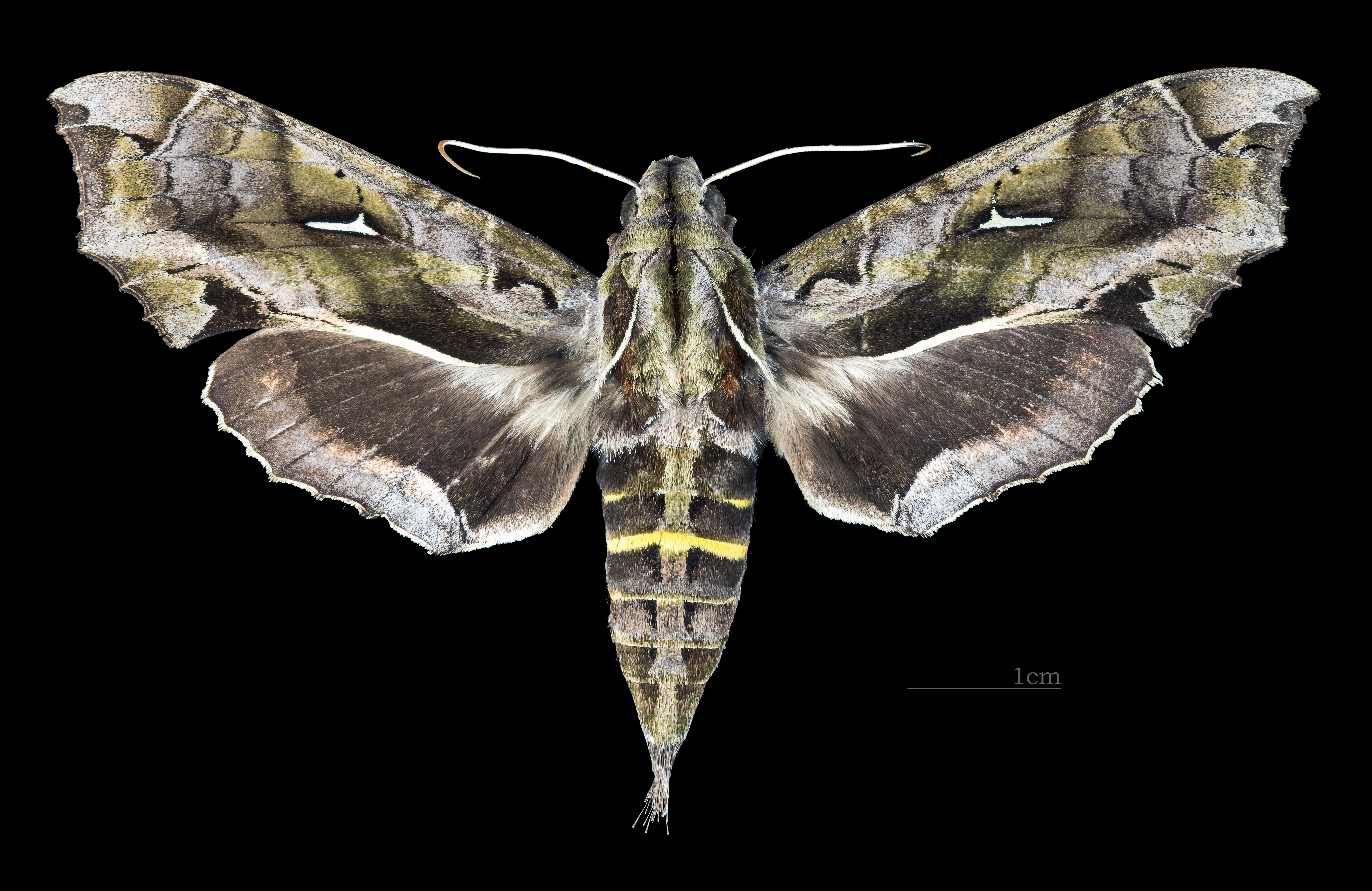
♀
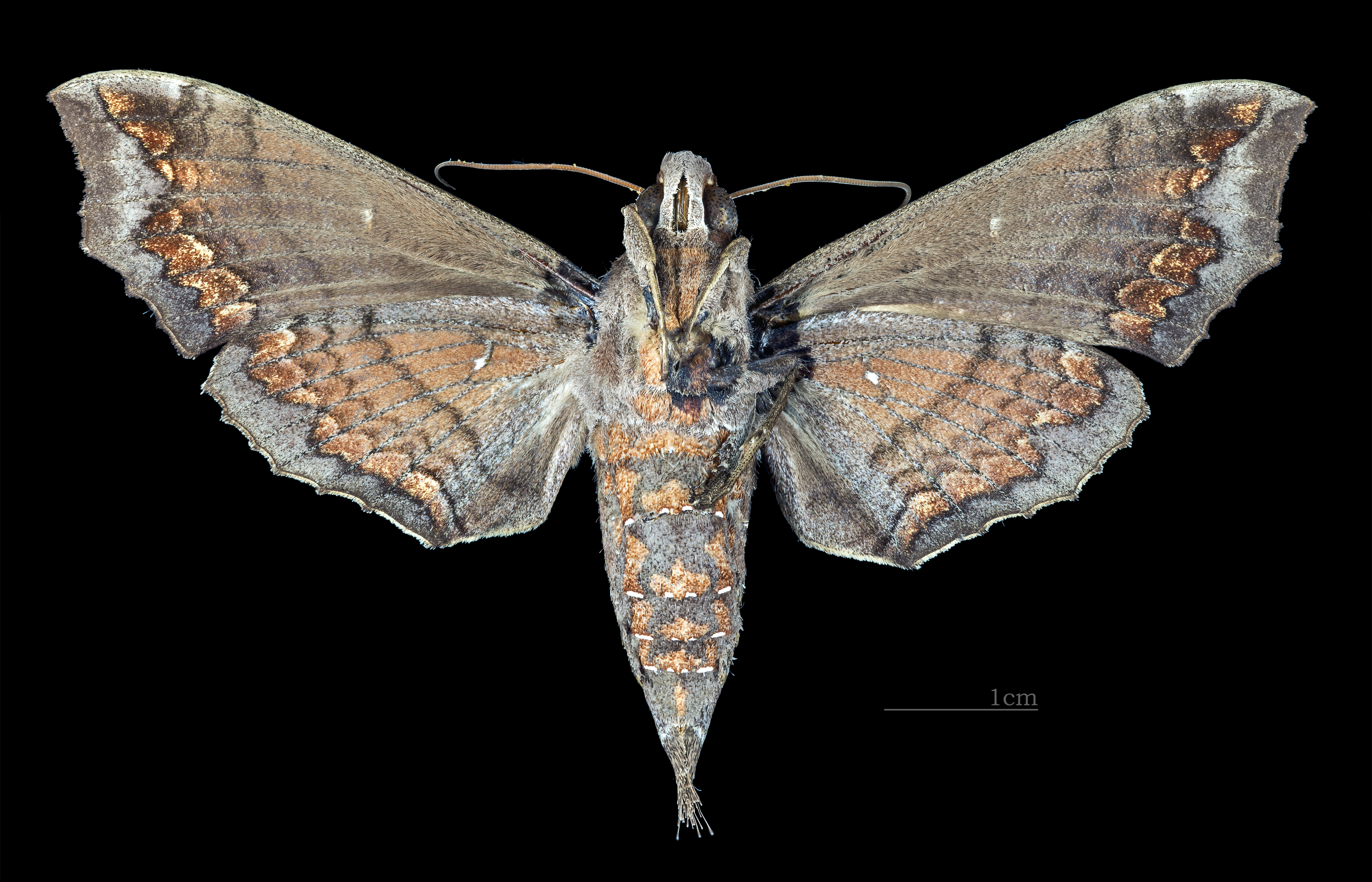
♀ △

## Bildgalleri

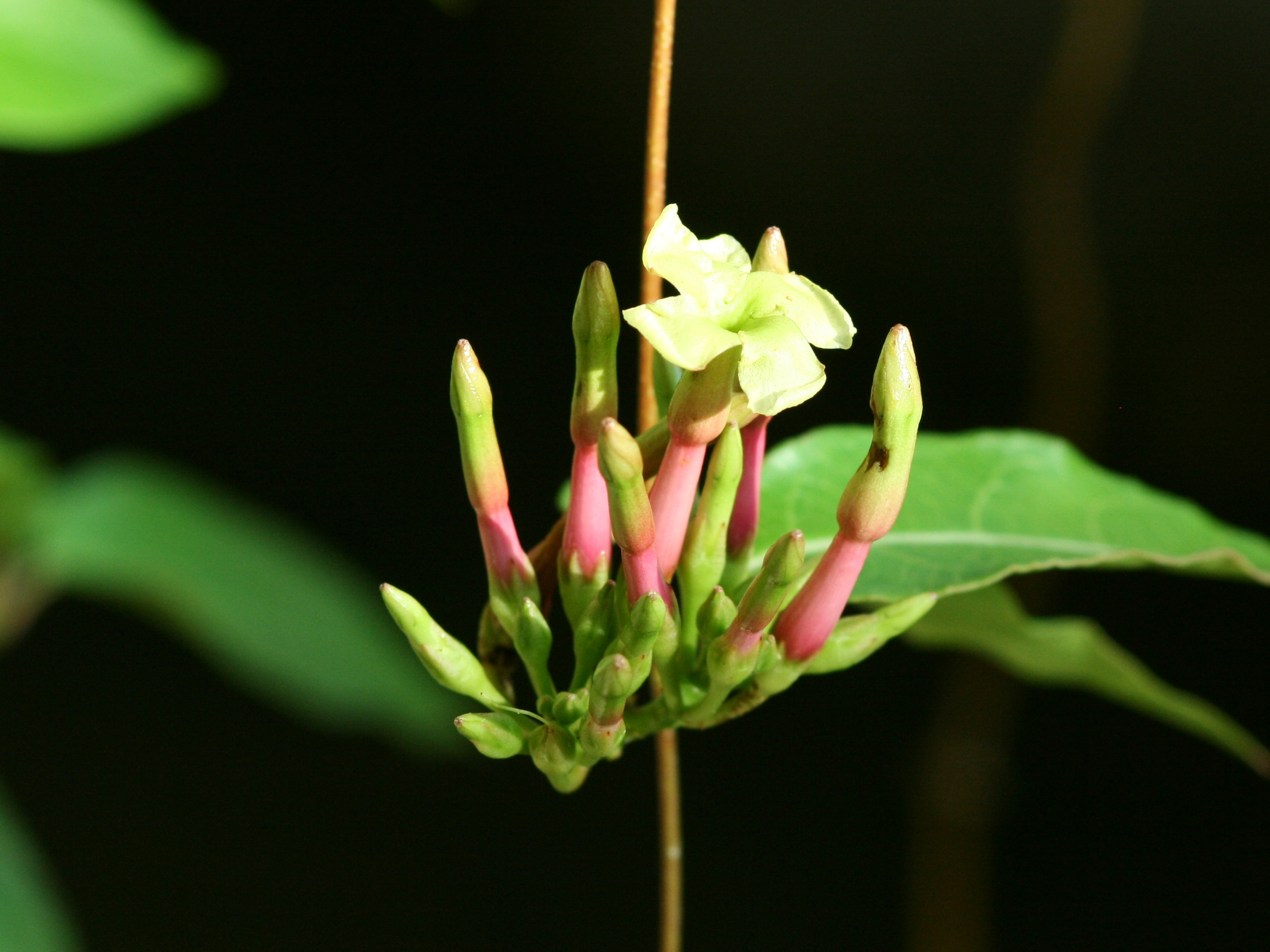